# Макграт, Атле Ли
Атле Ли Макграт (норв. Atle Lie McGrath; 21 апреля 2000) — норвежский горнолыжник. Серебряный призёр чемпионата мира 2025 года в слаломе. Специализируется в слаломных дисциплинах.

## Карьера
Отец Атле Ли — Феликс Макграт — также был горнолыжником и с 1984 по 1990 годы выступал за США на международных соревнованиях горнолыжному спорту; мать — Сельма Ли была лыжницей. 
В декабре 2016 года 16-летний Атле Ли Макграт впервые принял участие в международных соревнованиях под эгидой FIS. Особенно хорошо норвежец проявил себя в технических дисциплинах слалома и гигантского слалома. Первую победу в гонках FIS он одержал в апреле 2018 года, выиграв сразу три гонки подряд. 29 ноября 2018 года он впервые выступил на этапе Кубка европейских чемпионов. Уже через три недели, 18 декабря 2018 года, он впервые финишировал на подиуме этапа Кубка Европы, заняв второе место в гигантском слаломе в Паганелле. 12 января 2019 года он дебютировал на этапе Кубке мира в Адельбодене. На чемпионате мира среди юниоров 2019 года в Валь-ди-Фасса он выиграл бронзовую медаль в комбинации.
23 декабря 2019 года Макграт заработал свои первые очки на этапе Кубка мира, заняв 24-е место в параллельном гигантском слаломе в Альта-Бадиа. 14 февраля 2020 года он одержал первую победу на этапе Кубка европейских чемпионов. Шесть дней спустя последовала еще одна победа в гигантском слаломе в Ясне. Атле Ли сумел победить в общем зачёте и в зачёте гигантского слалома на Кубке Европы сезона 2019/2020. 20 декабря 2020 года Макграт впервые поднялся на подиум на этапе Кубка мира, заняв второе место в гигантском слаломе на Гран-Рисе в Альта-Бадиа. Через месяц, 8 января 2021 года, он сошёл с дистанции в гигантском слаломе в Адельбодене, получив травму - растяжение связок в колене. Ему пришлось досрочно завершить сезон.
В самом начале горнолыжного сезона 2021/22 на этапе в австрийском Цюрсе в параллельном гигантском слаломе он стал третьим, опередив более именитых соперников. 25 января 2022 года занял второе место в слаломе на этапе Кубке мира в Шладминге.
На чемпионате мира 2025 года в австрийском Зальбахе завоевал серебряную медаль в слаломе. 

### Подиумы на этапах Кубка мира (14)
| №  | Сезон   | Дата            | Место       | Дисциплина                     | Место |
| -- | ------- | --------------- | ----------- | ------------------------------ | ----- |
| 1  | 2020/21 | 20 декабря 2020 | Альта-Бадия | Гигантский слалом              | 2     |
| 2  | 2021/22 | 14 ноября 2021  | Цюрс        | Параллельный гигантский слалом | 3     |
| 3  | 2021/22 | 25 января 2022  | Шладминг    | Слалом                         | 2     |
| 4  | 2021/22 | 9 марта 2022    | Флахау      | Слалом                         | 1     |
| 5  | 2021/22 | 20 марта 2022   | Мерибель    | Слалом                         | 1     |
| 6  | 2022/23 | 8 января 2023   | Адельбоден  | Слалом                         | 2     |
| 7  | 2023/24 | 7 января 2024   | Адельбоден  | Слалом                         | 2     |
| 8  | 2023/24 | 14 января 2024  | Венген      | Слалом                         | 2     |
| 9  | 2023/24 | 2 марта 2024    | Аспен       | Гигантский слалом              | 3     |
| 10 | 2024/25 | 27 октября 2024 | Зёльден     | Гигантский слалом              | 3     |
| 11 | 2024/25 | 24 ноября 2024  | Обергургль  | Слалом                         | 3     |
| 12 | 2024/25 | 15 декабря 2024 | Валь-д’Изер | Слалом                         | 2     |
| 13 | 2024/25 | 19 января 2025  | Венген      | Слалом                         | 1     |
| 14 | 2024/25 | 16 марта 2025   | Хафьель     | Слалом                         | 2     |